# Gilles Schaeffer
Gilles Schaeffer ist ein französischer Mathematiker, der sich mit Kombinatorik befasst.
Gilles Schaeffer wurde 1998 an der Universität Bordeaux bei Robert Cori promoviert (Conjugaison d'arbres et cartes combinatoires aléatoires).  Er ist Forschungsdirektor des CNRS und Professor an der École polytechnique.
Er befasst sich mit Abzählender Kombinatorik, Anwendungen der Kombinatorik in der Topologie und Geometrie und Analyse von Algorithmen.
2007 erhielt er den European Prize in Combinatorics.

## Schriften
- Planar Maps, in: Miklos Bona, Handbook of Enumerative Combinatorics, CRC Press 2015, Kapitel 5
- mit  Dominique Poulalhon: Counting, coding and sampling with words, in: M. Lothaire, Applied Combinatorics on Words, Cambridge UP, 2005
- mit P. Duchon, P. Flajolet, G. Louchard: Boltzmann samplers for the random generation of combinatorial structures, Combinatorics, Probability and Computing, Band 13, 2004, S. 577–625
- mit P. Chassaing: Random planar lattices and integrated super Brownian excursion, Probability Theory and Related Fields, Band 128, 2004, 161–212
- mit C. Banderier, P. Flajolet, M. Soria: Random maps, coalescing saddles, singularity analysis, and Airy phenomena, Random Structures & Algorithms, Band  19, 2001, S. 194–246
- mit M. Bousquet-Mélou: Enumeration of planar constellations, Advances in Applied Mathematics, Band 24, 2000, S. 337–368
- mit D. Poulalhon: Optimal coding and sampling of triangulations, Algorithmica, Band 46, 2006, S. 505–527
- mit É. Fusy, D. Poulalhon: Dissections, orientations, and trees with applications to optimal mesh encoding and random sampling, ACM Transactions on Algorithms, Band 4, 2008, S. 19
- Bijective census and random generation of Eulerian planar maps with prescribed vertex degrees, Electronic J. Combinatorics, Band 4, 1997, S. 20
- mit A. Goupil: Factoring N-Cycles and Counting Maps of Given Genus, European J. Combinatorics, Band 19, 1998, S. 819–834
- Random sampling of large planar maps and convex polyhedra, Proc. 31. STOC, 1999